# Ambele
L'ambele est une langue bantoïde des Grassfields parlée dans la région du Nord-Ouest au Cameroun, dans le département de la Momo, à l'ouest de l'arrondissement de Widikum-Menka, dans les 11 villages suivants de la commune de Widikum-Boffe : Mantoh (ou Menda), Anjake (ou Tajim), Olorunti, Big Ambele, Barambichang I et II, Egbeachuk, Lapu, Awi, Tambang, Tanka.
2 650 locuteurs ont été dénombrés lors du recensement de 1987. Une estimation de 2000 avance le chiffre de 3 638.

## Écriture
Une orthographe utilisant l’alphabet latin et l’alphabet général des langues camerounaises a été proposée par Lucy Nganganu Kenfac en 2001.